# Skara

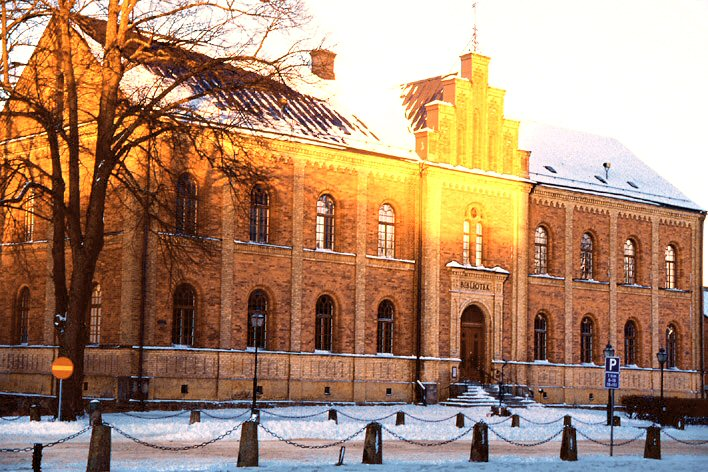
La biblioteca municipal

Skara és una de les ciutats més antigues de Suècia, i és el centre històric de la província de Västergötland. Situada dins el Comtat de Västra Götaland, actualment és una municipalitat de 18.000 habitants, que és la seu del comtat, i d'una aglomeració de gairebé 11.000 habitants 58° 23′ N, 13° 26′ E / 58.383°N,13.433°E).

## Història
Segons la llegenda, la ciutat de Skara va ser fundada l'any 988. Skara era a començaments del segle xi, una ciutat de les dues ciutats de Västergötland, l'altra era la ciutat Lödöse prop de la desembocadura del Göta Älv. Mentre que Lödöse es basava en el comerç, Skara va ser el centre polític on se celebraven els Ting, una mena d'assemblea regional.
Amb la cristianització de Suècia, Skara va esdevenir, el 1050, la seu d'un bisbat, el més antic de Suècia.
El 1991 en aquesta localitat s'hi va fundar el partit d'extrema dreta Nova Democràcia.

### Skara i els escacs
La població ha estat tradicionalment lligada als escacs. Entre el 19 i el 27 de gener de 1980, fou la seu del Campionat d'Europa per equips, guanyat per la Unió Soviètica. El 2002, s'hi celebrà el Campionat de Suècia, guanyat per Jonny Hector.